# Sainte-Segrée
Sainte-Segrée là một xã ở tỉnh Somme, vùng Hauts-de-France, Pháp.

## Địa lý
Thị trấn này có cự ly khoảng 19 dặm Anh về phía tây nam của Amiens, trên đường D98.

## Dân số
| 1962                                                                             | 1968 | 1975 | 1982 | 1990 | 1999 |
| -------------------------------------------------------------------------------- | ---- | ---- | ---- | ---- | ---- |
| 75                                                                               | 92   | 88   | 76   | 50   | 56   |
| Census count starting from 1962 Source=INSEE: Population without double counting |      |      |      |      |      |